# Fala (pes)
Fala (7. april 1940 — 5. april 1952), škotski terier, je bil pes ameriškega predsednika Franklina D. Roosevelta. Kot enega najbolj znanih hišnih ljubljenčkov ameriških predsednikov ga je Roosevelt s seboj odpeljal v številne kraje. Psa je družini podaril Franklinov bratranec, v času, ko je bil v Beli hiši, je bil pogosto fotografiran sede in objavljen v številnih medijih skupaj s predsednikom. Fala je po Rooseveltovi smrti živel še sedem let, pokopali pa so ga blizu Roosevelta v Hyde Parku.
Kip Fale je bil poleg Roosevelta postavljen zraven spomenika Franklina Delana Roosevelta v Washingtonu, DC. in je edini tako počaščeni predsedniški hišni ljubljenček. Še en kip Fale je bil postavljen na Prehodu Predsednikov v Portoriku v San Juanu. 